# Yandere
Yandere (ヤンデレ) er en arketype i japansk populærkultur.
Betegnelse yandere bruges om en person, oftest kvindelig, der føler sig stærkt tiltrukket af en anden person, men som ofte falder i en psykotisk tilstand senere i forløbet, som følge af ikke gengældt eller skuffende kærlighed. Denne tilstand fører ikke sjældent til udøvelse af vold og kan i mere ekstreme tilfælde fører til, at figuren bliver morder eller endda begår selvmord.
Modstykket til yandere er tsundere, der dækker over en person, der udvikler sig fra at være stridslysten og til tider også brutal til at være flink og elskværdig. Men mens tsundere kendes fra mange værket, så er yandere ikke helt så udbredt, da den først alvor er kommet i rampelyset i nyere anime, manga, visual novel-spil og erotiske spil.

## Etymologi
Ordet yandere er sammensat af ordene yanderu (病んでる), der betyder at være syg, og deredere (デレデレ), der betyder flirtende. Som navneord bruges begrebet Yanderekko (ヤンデレっ娘) om en pige med den beskrevne personlighed.

## Historie
Selvom der i forvejen fandtes figurer, der gennemgik den beskrevne udvikling, så blev begrebet som sådan først skabt i 2005 om figurerne Kotonoha Katsura og Kaede Fuyou fra spillene School Days fra 0verflow og Shuffle! fra Navel. Begge figurer er forholdsvis sky personer, der er forelsket i hovedpersonen. Da denne imidlertid vender sig mod andre piger, myrder Kotonoha Katsura hovedpersonen i sit spil, mens Kaede Fuyou angriber sin veninde Asa Shigure og fordømmer hende på det groveste, hvorefter denne grundet sin svagelige natur næsten får et hjerteinfarkt. Begrebet blev efterfølgende taget op i andre manga og anime og blev på den måde mere udbredt.